# Paskajärvi (Pajala socken, Norrbotten, 747967-182991)
Paskajärvi är en sjö i Pajala kommun i Norrbotten och ingår i Torneälvens huvudavrinningsområde.